# Св. св. Теодор Тирон и Теодор Стратилат (Сервия)
„Св. св. Теодор Тирон и Теодор Стратилат“ (на гръцки: Ναός Αγίων Θεοδώρων Σερβίων) е средновековна православна манастирска църква в южномакедонския град Сервия, Егейска Македония, Гърция.

## Местоположение
Храмът е разположен в западната част на Сервийската крепост.

## Архитектура
Храмът датира от втората половина на XI век и е католикон на мъжки манастир, метох на Кастанийския манастир „Св. св. Теодор Тирон и Теодор Стратилат“. От сградите на манастира е оцеляла само църквата, част от стената и цистерната за вода. Църквата е еднокорабна, с полукръгла апсида и керамопластична украса.

## Стенописи
Вътрешността на църквата, както и западната стена отвън са изписани с фрески в 1497 година или в 1512 година според различните четения на зле запазения надпис в протезисната ниша. Иконографската програма е характерна за храмовете от късно и поствизантийския период в Македония и е подредена в три зони. В горната са Дванадесетте празници и Страстите Христови, в средната са светци и пророци в медальони, докато в ниската зона са светци и Дейсис северната стена. Стенописите, дело на двама художници, се свързват с Костурската школа. Стенописите имат паралели в „Свети Атанасий“ в Костохори.